# Варена (Трентино-Южен Тирол)
Вижте пояснителната страница за други значения на Варена.
Варѐна (на италиански: Varena) е село и община в Северна Италия, автономна провинция Тренто, автономен регион Трентино-Южен Тирол. Разположено е на 1180 m надморска височина. Населението на общината е 838 души (към 2018 г.).